# Bronnie Ware
Bronnie Ware (* 15. února 1967) je australská písničkářka a spisovatelka.

## Život
Zhruba deset let pracovala Bronnie Ware v bankovním sektoru. Práce ji však neuspokojovala, a proto si hledala jinou, v níž by mohla uplatnit svou tvořivost. Začala psát písničky, doprovázet se na kytaru a vystupovat. V téže době také začala dělat společnici staré paní – tato jednorázová pozitivní zkušenost ji v životě nasměrovala k péči o další staré, nemocné a umírající lidi.
O zážitcích, které péči o ně provázely, napsala článek do svého blogu. Jeho vysoká návštěvnost lidmi z celého světa ji v roce 2011 vedla k přetavení tématu do knihy s názvem Čeho před smrtí nejvíce litujeme. Od té doby byla kniha přeložena do 27 jazyků.

## Dílo
- WARE, Bronnie: Čeho před smrtí nejvíce litujeme (v orig. The Top Five Regrets of the Dying), Portál Praha, 2012, ISBN 978-80-262-0168-7